# Johann Conrad Hentze
Johann Conrad Hentze (* 1. Oktober 1778 in Waldeck; † 4. März 1843 ebenda) war Bürgermeister von Waldeck und Abgeordneter.

## Leben
Hentze war der Sohn des Wagenmeisters, Kirchenprovisors und Ratsgewandten Johann Justus Hentze (1744–1820) und dessen Frau Anna Elisabeth, geb. Kann (1745–1823). Er heiratete 1804 Marie Wilhelmine Müller (1786–1829), die Tochter von Wilhelm Müller. Johann Conrad Hentze erwarb 1804 das Bürgerrecht der Stadt Waldeck, 1815 wurde er Ratsherr, 1816 dann für ein Jahr bis 1817 Bürgermeister. Bürgermeister war er erneut von 1819 bis 1820, von 1823 bis 1824 und von 1828 bis 1829. In seinen Amtszeiten als Bürgermeister war er jeweils auch Waldeckischer Landstand. 